# Andergrant
Andergrant – czwarty album Renaty Przemyk, wydany w 1996. Album wydała wytwórnia Sony Music Entertainment Poland.

## Lista utworów
1. "Rabbit Polka 1" – 1:19
2. "Listonosz z niebios" – 3:37
3. "Zmrok" – 3:26
4. "Renata 1" – 2:25
5. "Mój aniele" – 2:22
6. "Rozamunda" – 3:36
7. "Renata 2" – 0:24
8. "Andergrant" – 3:24
9. "Nie udawaj że" – 2:58
10. "Aż po grób" – 4:05
11. "Zero (odkochaj nas)" – 4:05
12. "Dogonić kota" – 3:32
13. "Renata 3" – 0:26
14. "Każdy trochę jest potrzebny" – 3:34
15. "Bo jeśli tak ma być" – 4:09
16. "Rabbit Polka II" – 1:14

Single
1. "Zero (odkochaj nas)"
2. "Bo jeśli tak ma być"
3. "Zmrok"
4. "Aż po grób"

## Muzycy
- Renata Przemyk – śpiew, instrumenty perkusyjne
- Jacek Królik – gitara akustyczna, gitara, mandolina
- Tomasz Dominik – perkusja, instrumenty perkusyjne
- Tomasz Kupiec – gitara basowa, kontrabas
- Artur Włodkowski – saksofon barytonowy, saksofon tenorowy
- Józef Zatwarnicki – akordeon, piano, puzon